# ريتشل كرامر
ريتشل كرامر (بالهولندية: Rachel Kramer)‏ هي مغنية هولندية، ولدت في 9 أغسطس 1980 في روتردام في هولندا.

## وصلات خارجية
- الموقع الرسمي